# Jacques Tits
Jacques Tits (Uccle, Bélgica, 12 de agosto de 1930 - 5 de diciembre de 2021) fue un matemático francés de origen belga nacionalizado francés en 1974. Escribió y coescribió un gran número de documentos sobre una serie de temas, principalmente sobre la teoría de grupos en álgebra abstracta. 

## Biografía
Su carrera académica incluye cátedras en la Universidad Libre de Bruselas (dividida en la Universidad Libre de Bruselas y la Vrije Universiteit Brussel) (1962-1964), la Universidad de Bonn (1964-1974) y el Collège de France en París, hasta corvertirse en emérito en 2000. Ha sido ciudadano francés y miembro de la Academia Francesa de Ciencias desde 1974. 
Presentó la teoría de las «construcciones» (ahora conocida como construcciones Bruhat-Tits), que son estructuras combinatorias en la que actúan grupos, en muchos casos de interés en la teoría de grupos algebraicos (incluidos los grupos finitos, y los grupos definidos en los números p-ádicos). Relacionados con la teoría de pares (B, N) es una herramienta básica en la teoría de grupos de tipo Lie. Asimismo, clasificados todos los espacios polares de rango, al menos, tres y presentó el n-gons generalizado. Otro de sus teoremas es la «alternativa de Tits»: si G es un grupo lineal finitamente generado, entonces G tiene un subgrupo resoluble de índice finito o tiene un subgrupo libre de rango 2.
También fue miembro honorario del grupo de Nicolas Bourbaki; como tal, ayudó a popularizar el trabajo de Harold Scott MacDonald Coxeter, la introducción de términos tales como número Coxeter, grupo Coxeter, y gráfico de Coxeter.

## Premios
- Premio Wolf en Matemáticas en 1993.
- Medalla Cantor de la Sociedad Matemática de Alemania en 1996
- En 2008 fue galardonado con el Premio Abel, junto con John Griggs Thompson, por sus logros en profunda álgebra y, en particular, para dar forma a la teoría moderna del grupo.[2][4]  Es miembro de varias Academias de Ciencias.
- El grupo de Tits lleva el nombre de él.